# 皮特角
63°51′S 58°22′W / 63.850°S 58.367°W
皮特角（英語：Pitt Point）是南極洲的海岬，位於葛拉漢地的特里尼蒂半島，處於勝利冰川終點南面，海拔高度90米，由英國探險隊繪入地圖，現時由南極條約體系管理。